# Glypta vittata
Glypta vittata là một loài tò vò trong họ Ichneumonidae.